# 19614 Montelongo
19614 Montelongo è un asteroide della fascia principale. Scoperto nel 1999, presenta un'orbita caratterizzata da un semiasse maggiore pari a 2,3054829 UA e da un'eccentricità di 0,1516323, inclinata di 5,55384° rispetto all'eclittica.